# Uganda-Stummelaffe
Der Uganda-Stummelaffe (Piliocolobus tephrosceles) ist eine Primatenart aus der Gruppe der Stummelaffen. Er wird erst seit 2001 als eigenständige Art anerkannt.

## Merkmale
Uganda-Stummelaffen erreichen eine Kopf-Rumpf-Länge von 45,5 bis 67 cm (Männchen) bzw. 49 bis 58 cm (Weibchen), eine Schwanzlänge von 65 bis 72 cm (Männchen) bzw. 62 bis 68 cm (Weibchen). Männchen erreichen ein Gewicht von 8 bis 11,4 kg. Weibchen wurden bisher nicht gewogen; es ist jedoch davon auszugehen das sie, wie die Weibchen anderer Stummelaffenarten, wesentlich leichter sind als die Männchen. Der Sexualdimorphismus der Art zeigt sich jedoch nicht nur im Gewicht, sondern auch am Kopf. Der Schädel der Männchen ist massiger, die Eckzähne und die Wangenhaare sind länger. Insgesamt sind die Zähne der Affen relativ klein. Der Körperbau ist wie bei allen Stummelaffen schlank, der Schwanz ist sehr lang, der Daumen ist zurückgebildet. Ausgewachsene Weibchen haben eine auffällige große Klitoris. Die Fruchtbarkeit der Weibchen wird durch eine kleine, pinkfarbene Sexualschwellung in der Gesäßregion angezeigt. An der Basis der Ohren sitzt ein auffälliger Haarbüschel. Neugeborene sind seidig-schwarz auf dem Rücken und an den Körperseiten und haben einen grauen Bauch. Maul, Ohren, Hand- und Fußflächen sind rosig.
Uganda-Stummelaffen haben ein dichtes, langes Fell. Es ist auf dem Rücken und auf der Oberseite des Schwanzes glänzend schwärzlich und hellgrau bis weißlich am Bauch. Arme und Beine sind hellgrau, manchmal mit einer bräunlichen Tönung auf den Armen und einer eher rötlichen an den Hüften und auf den Oberschenkeln. Die Kopfoberseite ist rostrot und wird nach vorn mehr rotbraun mit einem schwarzen Streifen von Schläfe zu Schläfe. Das Gesicht ist schiefergrau, die Augenlider sind rosig. Die verschiedenen Populationen im disjunkten Verbreitungsgebiet unterscheiden sich farblich und könnten möglicherweise als verschiedene Unterarten klassifiziert werden. In den Mahale-Mountains sind die Tiere samtschwarz mit rötlichen Bereichen am hinteren Rumpf und einem Schwanz, der nach hinten immer schwärzer wird und dessen Unterseite weiß ist. In den Wäldern um den Rukwasee sind die Affen mehr grau-schwarz mit einer hellgrauen Bauchseite, rötlichen Koteletten und sehr langen Wangenhaaren.

## Verbreitung

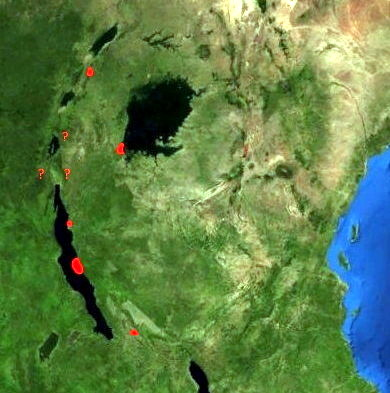
Verbreitung des Uganda-Stummelaffen

Diese Primaten leben im östlichen Afrika in voneinander isolierten Wäldern an der östlichen Grenze des westlichen Abschnitts des Großen Afrikanischen Grabenbruchs.
Das Verbreitungsgebiet umfasst den Kibale-Nationalpark und seine unmittelbare Umgebung im südwestlichen Uganda, den Verwaltungsdistrikt Biharamulo im äußersten Nordwesten von Tansania, die tansanischen Nationalparks Gombe-Stream und Mahale-Mountains und Wälder am Ufer des Rukwasees. Möglicherweise kommt die Art auch in einigen Gebieten von Ruanda, Burundi oder in der östlichen Demokratischen Republik Kongo vor. Dies konnte bisher aber nicht verifiziert werden.

## Lebensweise
Uganda-Stummelaffen kommen in Primärregenwäldern im Tiefland und in Bergwäldern vor. Im wichtigsten Verbreitungsgebiet, im ugandischen Kibale-Nationalpark, ist der Wald feucht, immergrün und wird von alten, bis zu 50 Meter hohen Bäumen dominiert. Gemäßigten Holzeinschlag tolerieren sie, wenn wichtige Futterbäume verbleiben. Sie sind wie alle Roten Stummelaffen tagaktive Baumbewohner. Sie leben in Gruppen zusammen, die sich aus mehreren Männchen, vielen Weibchen und dem gemeinsamen Nachwuchs zusammensetzen und zwischen 9 und 80 Individuen umfassen. Die Nahrung dieser Tiere besteht aus jungen und älteren Blättern, wobei das Verhältnis zwischen ihnen je nach Jahreszeit und Region unterschiedlich ist. Früchte, Samen und Triebe machen einen kleineren Teil ihrer Ernährung aus. Uganda-Stummelaffen vermehren sich wahrscheinlich das ganze Jahr über. Zwischen zwei Geburten verstreichen in der Regel 25,5 Monate.

## Systematik
Der Uganda-Stummelaffe wurde 1907 durch den US-amerikanischen Zoologen Daniel Giraud Elliot als Colobus tephrosceles beschrieben. Heute wird er von Wilson & Reeder (2005) und Mittermeier, Rylands und Wilson (2013) unter dem wissenschaftlichen Namen Piliocolobus tephrosceles geführt. Jonathan Kingdon und Mitarbeiter führen den Uganda-Stummelaffen dagegen als Unterart einer weit gefassten Art mit dem Namen Ostafrikanischer Stummelaffe (P. rufomitratus) und auch nicht in der Gattung Piliocolobus, sondern in Procolobus.

## Gefährdung
Die IUCN listet die Art als stark gefährdet (endangered). Insgesamt gibt es wahrscheinlich noch etwa 20.000 Tiere, 17.000 davon im ugandischen Kibale-Nationalpark. Dort leben 90 bis mehr als 300 Exemplare auf einem Quadratkilometer. Im Gombe-Stream-Nationalpark ist die Nachstellung durch Schimpansen die größte Gefahr für die Stummelaffen. 16 bis 40 % werden dort jedes Jahr von Schimpansen getötet.